# Pediocactus despainii
Pediocactus despainii es una especie rara de cactus  endémico del estado de Utah en los Estados Unidos, donde se limita a la San Rafael Swell, en el condado de Emery, Utah.

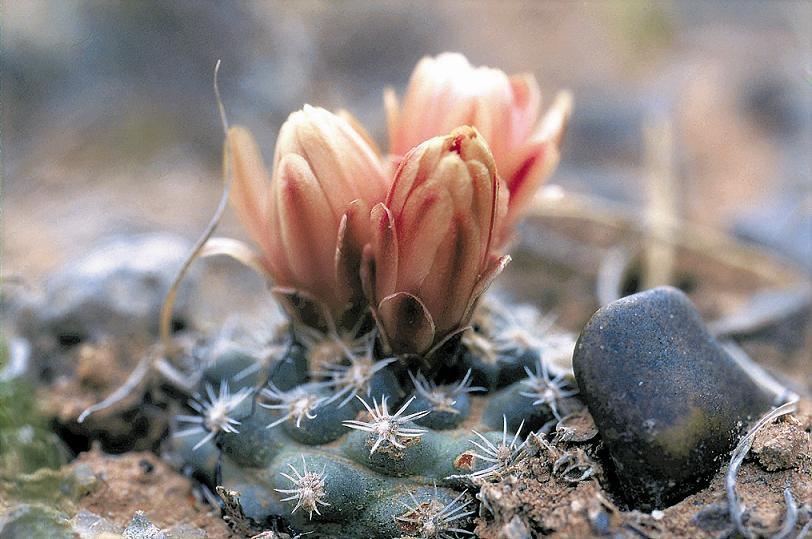
Vista de la Flor

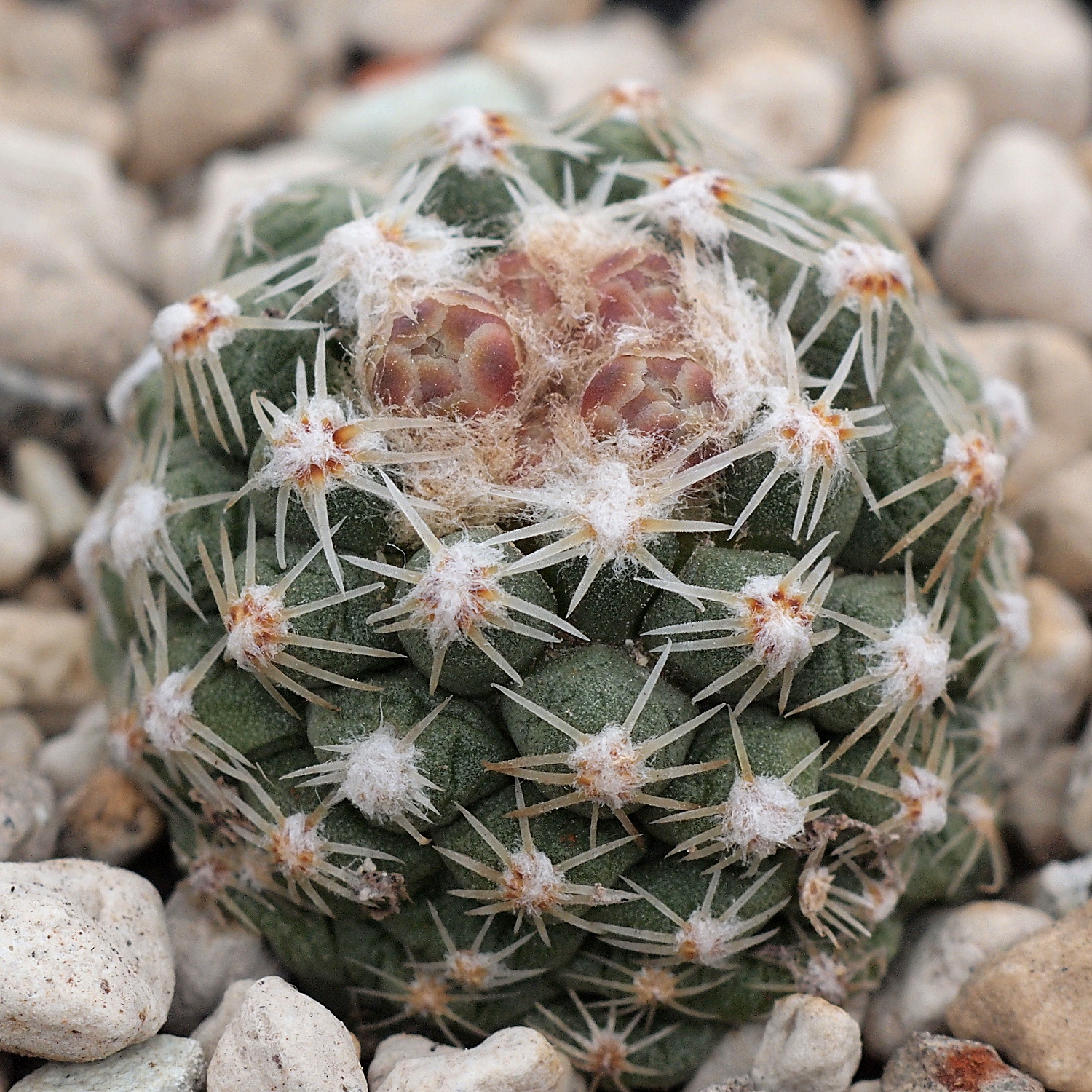
Vista de la planta

## Hábitat
Hay dos poblaciones que suman alrededor de 6.000 plantas. Está amenazada por una serie de actividades humanas. Está incluida en una lista federal de especies en peligro de extinción de los Estados Unidos.
Este cactus fue descubierto en 1978 por Kim Despain que la describió a la ciencia en 1980. En ocasiones se ha tratado como una subespecie o variedad de Pediocactus bradyi pero no es generalmente aceptada como tal. Se encuentra generalmente cerca de su pariente más cercano, Pediocactus winkleri.

## Descripción
Este cactus tiene forma de huevo o un poco redondeado y alcanza un tamaño de hasta 6 centímetros de altura y aproximadamente 9 de ancho, y en general no tiene ramas. Se encoge de tamaño y desaparece bajo la tierra en tiempos secos y fríos, por lo que es difícil de encontrar en la mayoría del año. Cada aréola presenta hasta 15 espinas blancas lisas, cada una mide unos pocos milímetros de longitud. La planta produce una flor de hasta 2,5 centímetros de largo y de ancho con tépalos amarillentos o rosados, con los exteriores de púrpura. El fruto es de color verde y en su maduración rojizo y mide alrededor de un centímetro de largo y ancho.
Este cactus crece en el San Rafael Swell, una característica geológica única en el centro de Utah. Es una zona con muchas plantas nativas raras y tiene una alta tasa de endemismo. El sustrato es de piedra caliza y limolita, tierra originaria de las formaciones Carmel y Moenkopi. El hábitat es de pastizales con algunos enebros y pinos piñoneros.
Las amenazas a esta especie son la caza furtiva, el uso de todoterrenos, la minería de yeso y la exploración de petróleo.

## Taxonomía
Pediocactus despainii fue descrita por S.L.Welsh & Goodrich y publicado en Great Basin Naturalist 40(1): 83, 85–86, f. 5. 1980.
Etimología
Pediocactus: nombre genérico que deriva de las palabras griegas: "pedion" - lo que significa "llanura" - por las Grandes Llanuras de los Estados Unidos donde se encuentran las plantas.
despainii: epíteto otorgado en honor del botánico Don Gardner Despain.
Sinonimia
- Pediocactella bradyi var. despainii (S.L. Welsh & Goodrich) Doweld
- Pediocactus bradyi var. despainii (S.L. Welsh & Goodrich) Hochstätter
- Pediocactus bradyi subsp. despainii (S.L. Welsh & Goodrich) Hochstätter[7]